# Kraftwerk Torrevaldaliga Süd
Das Kraftwerk Torrevaldaliga Süd (italienisch Centrale termoelettrica Torrevaldaliga Sud) ist ein GuD-Kraftwerk in der Metropolitanstadt Rom, Region Latium, Italien, das am Tyrrhenischen Meer ca. 6 km nördlich der Stadt Civitavecchia liegt. Unmittelbar neben dem Kraftwerk Torrevaldaliga Süd befindet sich das Kraftwerk Torrevaldaliga Nord.
Das Kraftwerk ist im Besitz von Tirreno Power und wird auch von Tirreno Power betrieben. Tirreno Power gibt für die installierte Leistung des Kraftwerks 1140 (bzw. 1200) MW an (Stand August 2023). Weitere Angaben zur maximalen Leistung des Kraftwerks sind: 1200 1390 oder 1520 MW. Die Jahreserzeugung schwankt: sie lag im Jahr 2018 bei 1,876 Mrd. kWh und 2020 bei 1,586 Mrd. kWh.

## Kraftwerksblöcke
Das Kraftwerk besteht mit Stand 2023 aus zwei Blöcken, die in Betrieb sind. Die folgende Tabelle gibt einen Überblick:
| Block   | GT/DT | Max. Leistung (MW) | Betriebsbeginn | Turbine | Generator | Dampfkessel | Status                      |
| ------- | ----- | ------------------ | -------------- | ------- | --------- | ----------- | --------------------------- |
| 1       | DT    | 320                | 1973           |         |           |             | Stillgelegt                 |
| TV5     | GT    | 265                | Mai 2005       | GE      | GE        |             |                             |
| TV5     | GT    | 265                | Mai 2005       | GE      | GE        |             |                             |
| TV5     | DT    | 270                | Mai 2005       | Ansaldo | Ansaldo   |             |                             |
| TV6     | GT    | 265                | Oktober 2005   |         |           |             |                             |
| TV6     | DT    | 135                | Oktober 2005   | Ansaldo | Ansaldo   |             |                             |
| 4 (TV4) | DT    | 320                | 1973           | Ansaldo | Ansaldo   |             | Stillgelegt am 19. Mai 2011 |

Die vier Dampfturbinen wurden ursprünglich mit Öl befeuert und zu einem späteren Zeitpunkt auf die Befeuerung mit Erdgas umgestellt; sie hatten ursprünglich eine installierte Leistung von jeweils 320 MW. Die Dampfturbinen 2 und 3 wurden zu GuD-Anlagen erweitert.
Die Dampfturbine 4 (TV4) wurde am 19. Mai 2011 stillgelegt; im Oktober 2020 wurde die Erlaubnis erteilt, sie vom Netz zu nehmen. Sie soll abgerissen werden.

### Block TV5
Der Block TV5 besteht aus zwei Gasturbinen sowie einer nachgeschalteten Dampfturbine. An die Gasturbinen ist jeweils ein Abhitzedampferzeuger angeschlossen; die Abhitzedampferzeuger versorgen dann die Dampfturbine. Die Gasturbinen vom Typ 9F.03 wurde von General Electric (GE) geliefert.
Als maximale Leistung des Blocks werden 760 (bzw. 800 oder 820) MW angegeben; für die Leistung der beiden Gasturbinen werden 250 (bzw. 265) MW und für die Leistung der Dampfturbine 270 (bzw. 320) MW angegeben. Die Jahreserzeugung schwankt: sie lag im Jahr 2018 bei 1,367 Mrd. kWh und 2020 bei 1,1 Mrd. kWh.

### Block TV6
Der Block TV6 besteht aus einer Gasturbine sowie einer nachgeschalteten Dampfturbine. An die Gasturbine ist ein Abhitzedampferzeuger angeschlossen, der die Dampfturbine versorgt. Die Gasturbine vom Typ 9F.03 wurde von GE geliefert.
Als maximale Leistung des Blocks werden 380 (bzw. 400 oder 570) MW angegeben; für die Leistung der Gasturbine werden 250 (bzw. 265) MW und für die Leistung der Dampfturbine 135 (bzw. 320) MW angegeben. Die Jahreserzeugung schwankt: sie lag im Jahr 2018 bei 509 Mio. kWh und 2020 bei 485 Mio. kWh.